# DeMarcus Ware
DeMarcus Ware (Auburn, Alabama, 31 de julio de 1982) es un exjugador estadounidense de fútbol americano que jugaba en las posiciones de outside linebacker y defensive end. Jugó fútbol americano universitario en Troy y fue reclutado por los Dallas Cowboys con la 11.ª selección general en la primera ronda del Draft 2005 de la NFL.Después de pasar nueve temporadas con los Cowboys, Ware partió en 2013 como el líder de todos los tiempos de la franquicia en capturas de mariscales de campo con 117. Ware luego jugó tres temporadas para los Denver Broncos, con quienes ganó el Super Bowl 50 sobre los Carolina Panthers. Después de la temporada 2016 con los Broncos, anunció su retiro de la NFL. En 2017, firmó un contrato de un día con Dallas para retirarse como Cowboy.

## Primeros años
Ware nació el 31 de julio de 1982 en Auburn, Alabama. Asistió a la Ogletree Elementary School. Jugó fútbol americano, baloncesto, béisbol y atletismo de pista y campo en la preparatoria; asistió a la Auburn High School (con el ala defensiva Osi Umenyiora y el apoyador Marcus Washington). En el fútbol, Ware jugó tanto como apoyador externo como receptor abierto, en su último año ganó todos los juegos y fue nombrado el Receptor Abierto Más Valioso y el Apoyador Más Valioso del equipo, además ganó los honores de liderazgo superior. Terminó su temporada sénior con siete capturas y 55 tackles en total (40 tackles en solitario, 15 tackles asistidos).
En pista y campo, Ware fue uno de los mejores rendidores del estado en el salto de longitud (PB de 7.14 metros). Corrió los 55 metros en 6.74 segundos y tuvo un mejor salto personal de 1.94 metros en el salto de altura.

## Carrera universitaria
Ware aceptó una beca de la Universidad de Troy, donde fue dos veces seleccionado en la All-Sun Belt Conference para el equipo de fútbol americano Troy Trojans.
Ware se convirtió en un ala defensivo cuando era estudiante de segundo año, y formó parte de una línea defensiva que incluía al futuro jugador de la NFL, Osi Umenyiora. Publicó 72 tackles (quinto en el equipo) y 19.5 tackles por pérdida. El año siguiente, registró 62 tackles, 16 tackles por una pérdida, 6 capturas, 32 apresuramientos de mariscales de campo (lideró el equipo), 5 balones sueltos forzados y 2 recuperaciones de balones sueltos.
Como sénior, Ware era un jugador dominante, ganó el premio al Jugador Defensivo del Año de Sun Belt y fue finalista para el Premio Hendricks, que se otorga anualmente al mejor defensa en el fútbol universitario. En 2004, ayudó a llevar a su equipo a la primera aparición de tazón de la escuela, el Silicon Valley Football Classic. Logró 53 tackles, 10.5 capturas (lideró la Sun Belt Conference), 19 tackles por pérdida y 4 balones sueltos forzados.
Ware terminó su carrera universitaria con 27.5 capturas, 201 tacleadas, 74 marchas de mariscal de campo, diez balones sueltos forzados, cuatro recuperaciones de balones sueltos y una intercepción. Sus 27.5 capturas ocupan el segundo lugar en la historia de la escuela para capturas en una carrera, y sus 55.5 tackles para las pérdidas ocupan el primer lugar en la historia de la escuela.
Ware fue nombrado para el Equipo de la Década de Sun Belt Conference. En 2012, fue incluido en el Salón de la Fama del Deporte de la Universidad de Troy. En 2014, fue incluido en el Senior Bowl Hall of Fame.

## Carrera profesional

### Draft de la NFL de 2005
Como un ala defensiva en Troy, Ware era considerado una «posibilidad de tweener DE/OLB» por la mayoría de los scouts. Se suponía que iba a encajar perfectamente como apoyador apresurado en la defensa 3-4 antes del Draft de la NFL de 2005 y se proyectó que iría temprano en la segunda ronda por Sports Illustrated. Perspectivamente Marcus Spears fue considerado por el entrenador en jefe Bill Parcells como la clave para el eventual movimiento del equipo a una defensa 3-4 y quería llevarlo con la primera selección (11.ª selección general). El propietario y gerente general Jerry Jones anuló a Parcells y seleccionó a Ware en su lugar, que el equipo pensó que no estaría disponible más adelante en el draft. Spears fue seleccionada por los Cowboys con la 20.ª selección general.
| Altura                           | Peso            | 40 yardas | 10-yd split | 20-yd split | 20-ss  | 3-cone | Salto vertical | Broad           | BP      | Wonderlic |
| -------------------------------- | --------------- | --------- | ----------- | ----------- | ------ | ------ | -------------- | --------------- | ------- | --------- |
| 1,93 m (6′ 4″)                   | 117 kg (257 lb) | 4.65 s    | 1.70 s      | 2.75 s      | 4.07 s | 6.83 s | 38 1⁄2         | 3,10 m (10′ 2″) | 27 reps | 20        |
| Todos los valores de NFL Combine |                 |           |             |             |        |        |                |                 |         |           |

A Ware también se le acreditó un press de banca de 430 libras, una sentadilla de 570 libras y una limpieza de 360 libras.

### Dallas Cowboys

#### Temporada de 2005
En su debut en la NFL contra los San Diego Chargers, Ware anotó tres tacleadas, una por una pérdida y una presión de mariscal de campo. Los Cowboys ganaron el juego 28-24. En un juego contra San Francisco en la semana 3, registró su primera captura derribando a Tim Rattay. Ware ganó el premio al Novato Defensivo del Mes de la NFL en octubre, luego de registrar 16 tacleadas, tres capturas y siete presiones de mariscal de campo para ayudar a Dallas a comenzar la temporada con un récord de 3-2. En la semana 16, Ware registró tres capturas y tres balones sueltos forzados en un partido contra los Carolina Panthers. Para esa actuación, Ware fue nombrado Jugador Defensivo de la Semana de la NFC y el Novato de la Semana de Diet Pepsi. También empató el récord de los Cowboys para la mayoría de las capturas en un solo juego, organizado por Randy White. Terminó con 58 tackles totales, 14 tackles por pérdidas y tres balones sueltos forzados. Empató a Greg Ellis para conseguir ocho capturas, el mejor del equipo, y se unió a Jimmie Jones como los únicos novatos que han liderado o empatado en la delantera del equipo de los Dallas Cowboys en capturas. Ware terminó empatado en el puesto 24 de la liga en capturas en un año en el que Derrick Burgess lideró la liga en capturas con 16.

#### Temporada de 2006
En 2006, Ware finalizó la temporada regular con un total de 11.5 capturas, el más alto de todos por un apoyador de los Cowboys. Este total rompió el récord de Anthony Dickerson de 10.5 desde 1983. Agregó 73 tacleadas, una recuperación de balón suelto y una intercepción, ambos regresaron para un touchdown. Ware fue nombrado titular en el equipo NFC Pro Bowl y también fue nombrado Segundo equipo All-Pro por The Associated Press. En la Semana 6 contra su rival de la división Eagles, Ware tuvo un momento memorable con su retorno de 69 yardas para su primer touchdown en la NFL. Registró su primera intercepción de carrera contra Michael Vick en un juego contra Atlanta Falcons y lo devolvió para un touchdown de 41 yardas. Ware terminó con el noveno puesto en la liga en capturas totales y Shawne Merriman lideró la liga con 17 capturas.

#### Temporada de 2007
Ware comenzó su temporada 2007, liderando al nuevo entrenador en jefe de los Cowboys, Wade Phillips, para llamarlo el mejor apoyador externo de la liga. Ware se convirtió en el segundo Cowboy en registrar al menos 14 capturas en una temporada, desde Jim Jeffcoat en 1986. Lideró al equipo con 27 presiones de mariscal de campo, ocho tackles por derrotas y cuatro y balones sueltos forzados mientras terminaba con 80 tacleadas. Hizo su segundo Pro Bowl consecutivo junto con otros 12 compañeros. También fue seleccionado para el equipo All-Pro por segundo año consecutivo junto con sus compañeros de equipo, Terrell Owens y Jason Witten. Terminó empatado en el tercer lugar en la liga detrás de Patrick Kerney (14.5 capturas) y Jared Allen (15.5 capturas).

#### Temporada de 2008
En el enfrentamiento de 2008 contra los St. Louis Rams, Ware empató el récord de la NFL del ex apoyador de los Denver Broncos, Simon Fletcher, por registrar una captura en diez juegos consecutivos. Ware fue seleccionado para su tercer Pro Bowl consecutivo después de recorrer la liga, estableciendo un récord oficial del club y empatando a Derrick Thomas por sexto en la historia de la liga con 20 capturas. Ware terminó la temporada 2008 con 84 tackles, 9 tackles por una pérdida, seis balones sueltos forzados y dos pases defendidos. Ware fue nombrado Jugador Defensivo del Año por la NFC por el Kansas City Committee, así como por el Alumno Mayor del Año de la NFL. Se convirtió en el primer receptor profesional del Premio Butkus. Terminó la temporada 2008 como el líder de la liga en capturas por primera vez en su carrera. Joey Porter terminó segundo en la lista con 17.5 capturas y John Abraham tercero con 16.5 capturas.

#### Temporada de 2009
En 2009, Ware fue catalogado como el mejor apoyador externo de 3-4 por  Sporting News En octubre, Ware firmó un contrato por seis años y $78 millones de dólares, lo que lo coloca entre los cinco mejores defensores mejor pagados de la NFL. Dos meses después, sufrió una lesión en el cuello y fue sacado del campo por un carrito mientras jugaba contra los San Diego Chargers. La lesión fue diagnosticada más tarde como un esguince en el cuello. Fue llevado al hospital para otras pruebas, pero fue dado de alta al día siguiente. Regresó a jugar la semana que viene, contra los entonces invictos New Orleans Saints y registró dos balones perdidos, incluido el que acabó con las oportunidades de los Saints en una remontada y una temporada invicta. Por esta actuación, fue nombrado Jugador Defensivo de la Semana de la NFC. Hizo su cuarta aparición consecutiva en el Pro Bowl como titular en 2009, después de liderar a los Cowboys con 11.0 capturas, un récord de carrera de 45 presiones y cinco balones sueltos. Fue nombrado para el primer equipo All-Pro en reconocimiento a su temporada 2009.

#### Temporada de 2010
Ware registró 15.5 capturas y lideró la NFL en esa categoría por segunda vez en tres temporadas. Hizo un quinto Pro Bowl consecutivo y obtuvo otra nominación  All-Pro. Al liderar la NFL en capturas por segunda vez en su carrera, Ware empató el récord de la mayoría de las temporadas liderando la liga en capturas con dos. Empató a Mark Gastineau, 1983–84; Reggie White, 1987–88; Kevin Greene, 1994, 1996; Michael Strahan, 2001, 2003; y Jared Allen, 2007, 2011.

#### Temporada de 2011
En 2011, Ware tenía 19.5 capturas, 47 tackles, dos desviaciones de pases y dos balones sueltos forzados. Terminó la temporada a solo media captura de convertirse en el primer jugador en la historia de la NFL en publicar más de 20 temporadas de capturas y convertirse en el jugador número 29 en la historia de la NFL en alcanzar más de 100 capturas de carrera. Además, estaba a 2.5 capturas de convertirse en el primer jugador en liderar la liga en capturas tres veces. A principios de la temporada, estaba a punto de pasar el récord de captura de Michael Strahan de 22.5 capturas en una temporada, pero finalmente se quedó corto. El 30 de octubre de 2011, Ware registró cuatro capturas en su carrera contra los Philadelphia Eagles en una derrota por 34-7. Finalizó segundo en la NFL en capturas totales para la temporada 2011 detrás de Jared Allen, quien publicó 22.0 capturas. Ware fue seleccionado para el Pro Bowl 2012 como titular y votó al equipo All-Pro nuevamente.

#### Temporada de 2012
En el primer partido de la temporada ante el campeón defensor del Super Bowl, los New York Giants en el MetLife Stadium, Ware registró dos capturas contra Eli Manning para alcanzar 101.5 capturas en su carrera. Con estas dos capturas, Ware se convirtió en el segundo jugador más rápido (113 juegos) en llegar a 100 capturas detrás de Reggie White (96 juegos), mientras que también se convirtió en el jugador número 29 en la historia de la NFL en alcanzar 100 capturas o más. Al final de la temporada 2012, Ware terminó con 11.5 capturas, cinco balones sueltos forzados y fue seleccionado para su séptimo Pro Bowl y fue nombrado para el segundo equipo All-Pro. Ware no pudo jugar en el Pro Bowl después de su cirugía de hombro fuera de temporada. Sufrió una temporada difícil teniendo que lidiar con un tendón de la corva que arrancó en el campo de entrenamiento, una fractura en la muñeca derecha y la pérdida de movilidad en su brazo derecho en los últimos tres juegos, debido a un codo hiperextendido y un labrum desgarrado que lo obligó a usar un codo y arnés de hombro.

#### Temporada de 2013
Debido a que los Cowboys cambiaron al 4-3 de los 3-4, bajo el nuevo coordinador defensivo Monte Kiffin, DeMarcus se movió hacia el ala defensiva, junto con Anthony Spencer, quien comenzó su carrera en la NFL frente a Ware en el apoyador lateral izquierdo, pero fue un ala defensiva en la universidad. Bajo el sistema de Kiffin, Ware pudo dedicarse como un pasador de pases. A pesar de convertirse en un corredor de pases puro, en su primera jugada como ala defensiva, Ware seleccionó al mariscal de campo de los Giants, Eli Manning. En la semana 3 contra los St. Louis Rams, se convirtió en el líder de los sacos de todos los tiempos de los Cowboys, superando el récord de 114 de Harvey Martin.
Después de nueve temporadas con los Cowboys, Ware fue liberado el 11 de marzo de 2014, convirtiéndose en agente libre por primera vez en su carrera.

### Denver Broncos

#### Temporada de 2014
El 12 de marzo de 2014, un día después de su liberación de los Cowboys, Ware firmó un contrato de tres años y $30 millones de dólares con los Denver Broncos. El trato incluía $20 millones de dólares en dinero garantizado. Ware comenzó en el linebacker exterior derecho para el equipo. Jugó 16 juegos, de los cuales comenzó 15, terminando la temporada con 41 tacleadas, 10 capturas, una intercepción, una pasada defendida y dos balones sueltos forzados. Recibió los honores de Pro Bowl en su primera temporada con los Broncos.

#### Temporada de 2015
Para la temporada 2015, Ware se reunió con el exentrenador en jefe Wade Phillips como su coordinador defensivo. Los Broncos terminaron la temporada con la defensa #1 y un récord de 12-4. Ware publicó 25 tackles y 7.5 capturas mientras jugaba en 11 de los juegos de la temporada regular, perdiendo cinco juegos debido a una lesión. En septiembre, ganó el título de jugador defensivo de la AFC del mes. Fue clasificado en el puesto 36 por sus compañeros jugadores en los 100 mejores jugadores de la NFL de 2016.
En la Ronda Divisional contra los Pittsburgh Steelers, Ware tuvo 3 tacleadas, recuperó un balón suelto crucial cerca del final del juego, y registró la bolsa ganadora del juego para ayudar a los Broncos a ganar 23-16. Ware avanzó al Conference Championship por primera vez en su carrera. En el juego del Campeonato de la AFC contra los New England Patriots, Ware y la defensa golpearon al mariscal de campo Tom Brady 27 veces y lo presionaron todo el juego. Los Broncos se mantuvieron para ganar el juego por un marcador de 20-18. El 7 de febrero de 2016, Ware formó parte del equipo de los Broncos que ganó el Super Bowl 50. En el juego, los Broncos derrotaron a los Carolina Panthers con una puntuación de 24–10. Ware registró cinco tackles y dos capturas en el Super Bowl.

#### Temporada de 2016
En una revancha del Super Bowl 50 de la semana 1 contra los Carolina Panthers, Ware registró un equipo con 1.5 capturas y ayudó a los Broncos a vencer a los Panthers con una puntuación de 21-20. En la semana 2 contra los Indianapolis Colts, él abandonó el juego con una aparente lesión en el brazo mientras intentaba derribar al mariscal de campo Andrew Luck. Finalmente se reveló que había una fractura de cúbito cerca del codo. La lesión requirió cirugía con 4 a 5 semanas para recuperarse. Ware went on to play 10 games recording four sacks before having season-ending back surgery on December 28, 2016.

#### Retiro
El 13 de marzo de 2017, Ware anunció su retiro de la NFL luego de 12 temporadas y 138.5 capturas, a través de su cuenta de Twitter.
El 24 de abril de 2017, aproximadamente un mes después de anunciar su retiro de la NFL, Ware firmó un contrato de un día para retirarse como miembro de los Dallas Cowboys, el equipo que lo reclutó.

### Premios, reconocimientos y otros
Ware está empatado en el récord de la mayoría de las temporadas liderando la liga en capturas con dos (2008 y 2010). Ware está empatado con Mark Gastineau, 1983–84; Reggie White, 1987–88; Kevin Greene, 1994, 1996; Michael Strahan, 2001, 2003; y Jared Allen, 2007, 2011.
A finales de la temporada 2012, Ware registró más de 10 capturas en siete temporadas consecutivas. Solo otros dos jugadores en la historia de la NFL tienen más temporadas consecutivas con más de 10 capturas: Reggie White (9) y John Randle (8).
Pete Prisco, columnista principal de la NFL de CBS Sports, clasificó a Ware como el tercer mejor jugador de la NFL (detrás de Aaron Rodgers y Tom Brady) en la temporada 2012 y como el mejor jugador defensivo de la NFL. En 2012, el analista de NFL.com, Daniel Jeremiah, clasificó a Ware como el mejor corredor de pase en la liga y entre los «cinco mejores jugadores de la NFL, independientemente de su posición». El Top 100 de la NFL para el 2012 clasificó a Ware como el mejor corredor, mejor apoyador, segundo jugador defensivo en general detrás del defensivo Darrelle Revis (número 5 en general) y el sexto jugador en la NFL.
Ware es el segundo jugador más rápido en alcanzar más de 100 capturas (Reggie White es el primero) y el jugador número 29 en la historia en lograrlo.
Ware registró 28 juegos de capturas múltiples y 32 balones sueltos forzados como miembro de los Dallas Cowboys, ambos en primer lugar de la historia del club.
Ware se ubicó entre los tres primeros lugares en capturas totales de la liga en 4 de las 5 temporadas (3er lugar en 2007, 1.er lugar en 2008, 7.º lugar en 2009, 1.er lugar en 2010 y 2.º lugar en 2011).
El 19 de abril de 2016, el gobernador de Alabama declaró el 19 de abril «Día de DeMarcus Ware» en su honor.

## Estadísticas de carrera
| Año     | Equipo  | Juegos | Juegos | Tackles | Tackles | Tackles | Tackles | Tackles | Intercepciones | Intercepciones | Intercepciones | Intercepciones | Intercepciones | Fumbles | Fumbles | Fumbles | Fumbles | Fumbles |
| Año     | Equipo  | G      | GS     | Comb    | Solo    | Ast     | Sack    | Sfty    | Int            | Yds            | Lng            | TD             | PD             | FF      | FR      | Yds     | TD      |         |
| ------- | ------- | ------ | ------ | ------- | ------- | ------- | ------- | ------- | -------------- | -------------- | -------------- | -------------- | -------------- | ------- | ------- | ------- | ------- | ------- |
| 2005    | DAL     | 16     | 16     | 58      | 47      | 11      | 8.0     | 0       | 0              | 0              | 0              | 0              | 1              | 3       | 0       | 0       | 0       |         |
| 2006    | DAL     | 16     | 16     | 71      | 57      | 14      | 11.5    | 0       | 1              | 41             | 41             | 1              | 5              | 5       | 1       | 69      | 1       |         |
| 2007    | DAL     | 16     | 16     | 84      | 60      | 24      | 14.0    | 0       | 0              | 0              | 0              | 0              | 4              | 4       | 0       | 0       | 0       |         |
| 2008    | DAL     | 16     | 16     | 84      | 69      | 15      | 20.0    | 0       | 0              | 0              | 0              | 0              | 2              | 6       | 1       | 0       | 0       |         |
| 2009    | DAL     | 16     | 15     | 57      | 45      | 12      | 11.0    | 0       | 0              | 0              | 0              | 0              | 6              | 5       | 0       | 0       | 0       |         |
| 2010    | DAL     | 16     | 16     | 66      | 56      | 10      | 15.5    | 0       | 0              | 0              | 0              | 0              | 1              | 2       | 2       | 22      | 1       |         |
| 2011    | DAL     | 16     | 16     | 58      | 47      | 11      | 19.5    | 0       | 0              | 0              | 0              | 0              | 2              | 2       | 1       | 0       | 0       |         |
| 2012    | DAL     | 16     | 16     | 56      | 33      | 23      | 11.5    | 0       | 0              | 0              | 0              | 0              | 0              | 5       | 1       | 0       | 0       |         |
| 2013    | DAL     | 13     | 13     | 40      | 28      | 12      | 6.0     | 0       | 1              | 0              | 0              | 0              | 2              | 0       | 1       | 0       | 0       |         |
| 2014    | DEN     | 16     | 15     | 40      | 33      | 7       | 10.0    | 0       | 1              | 3              | 3              | 0              | 1              | 2       | 0       | 0       | 0       |         |
| 2015    | DEN     | 11     | 10     | 25      | 17      | 8       | 7.5     | 0       | 0              | 0              | 0              | 0              | 0              | 1       | 1       | 0       | 0       |         |
| 2016    | DEN     | 10     | 8      | 15      | 9       | 6       | 4.0     | 0       | 0              | 0              | 0              | 0              | 1              | 0       | 0       | 0       | 0       |         |
| Carrera | Carrera | 178    | 173    | 654     | 501     | 153     | 138.5   | 0       | 3              | 44             | 44             | 1              | 25             | 35      | 8       | 91      | 2       |         |

### Récords en los Cowboys
- Mayor número de capturas: 117
- Mayor número de fumbles forzados: 32

## Vida personal
En marzo de 2005, Ware se casó con su novia de secundaria, Taniqua Smith, exmiembro de la Fuerza Aérea de los Estados Unidos e hija de un oficial de policía. Después de tres embarazos difíciles, incluido el nacimiento y la muerte de un hijo, Omar, en 2006, adoptaron a su hija, Marley. En 2010, tuvieron un hijo, DeMarcus Ware, II.
Ware y Smith se divorciaron en 2012.
El 12 de septiembre de 2018, Ware fue anunciado como una de las celebridades que competirán en la temporada 27 de Dancing with the Stars, siendo emparejado con la bailarina profesional Lindsay Arnold. Ellos fueron eliminados en una doble eliminación en la séptima semana, terminando en el séptimo puesto.